# Rattana Bundit FC
Der Football Club Rattana Bundit (Thai: สโมสร ฟุตบอล รัตนบัณฑิต, sprich: [sà-moː-sɔ̌n fúːt-bon ráttana-ban-tít]) war ein Universitätssportverein aus Bangkok, Thailand. Der Verein gehörte der Universität Rattana Bundit an.
Gegründet wurde der Verein 1993. Er übernahm zur Saison 2001/02 die Lizenz des Erstligisten Bangkok Metropolitan Administration. Man konnte die Liga nicht halten und stieg als Tabellenletzter in die zweite Liga ab.

## Stadion
Seine Heimspiele trägt der Verein im universitätseigenen Rattana Bundit Universitäts-Stadium aus.

## Andere Abteilungen
Zum Verein gehört auch eine Damen-Fußballmannschaft, welche seit 2008 in der Thai Women’s League spielt. In der ersten Saison der Meisterschaft, 2008, konnten die Damen gleich den Meistertitel erringen.